# Lamas (Zas)
Lamas (llamada oficialmente Santa María de Lamas) es una parroquia y una aldea española del municipio de Zas, en la provincia de La Coruña, Galicia.

## Entidades de población
Entidades de población que forman parte de la parroquia:
- Andragalla (A Andragalla)
- Bermello (Vermello)
- Braña (A Braña)
- Cotón del Molino (Cotón do Muíño)
- Gomarís
- Lamas
- Penedo
- Pereiras[6] (As Pereiras)
- Vilachán

## Demografía

### Parroquia
| Gráfica de evolución demográfica de Lamas (parroquia) entre 2000 y 2019 |
|                                                                         |
| Datos según el nomenclátor publicado por el INE.                        |

### Aldea
| Gráfica de evolución demográfica de Lamas (aldea) entre 2000 y 2019 |
|                                                                     |
| Datos según el nomenclátor publicado por el INE.                    |